# Thorsberger Moor
 (mai 2025).
Si vous disposez d'ouvrages ou d'articles de référence ou si vous connaissez des sites web de qualité traitant du thème abordé ici, merci de compléter l'article en donnant les références utiles à sa vérifiabilité et en les liant à la section « Notes et références ».
Thorsberger Moor (en danois : Torsbjerg Mose) est une tourbière située près de Süderbrarup, dans le nord de l'Allemagne. Elle abrite un site archéologique où les Angles ont fait des offrandes votives entre les Ier et Ve siècles. Ces offrandes étaient composées de vêtements, de boucliers, d'armes, de fibules, de phalères... Des inscriptions en vieux Futhark ont été trouvées sur place.
Le site a été excavé entre 1858 et 1861 ; les objets trouvés sont actuellement exposés au musée national du Danemark et au château de Gottorf.

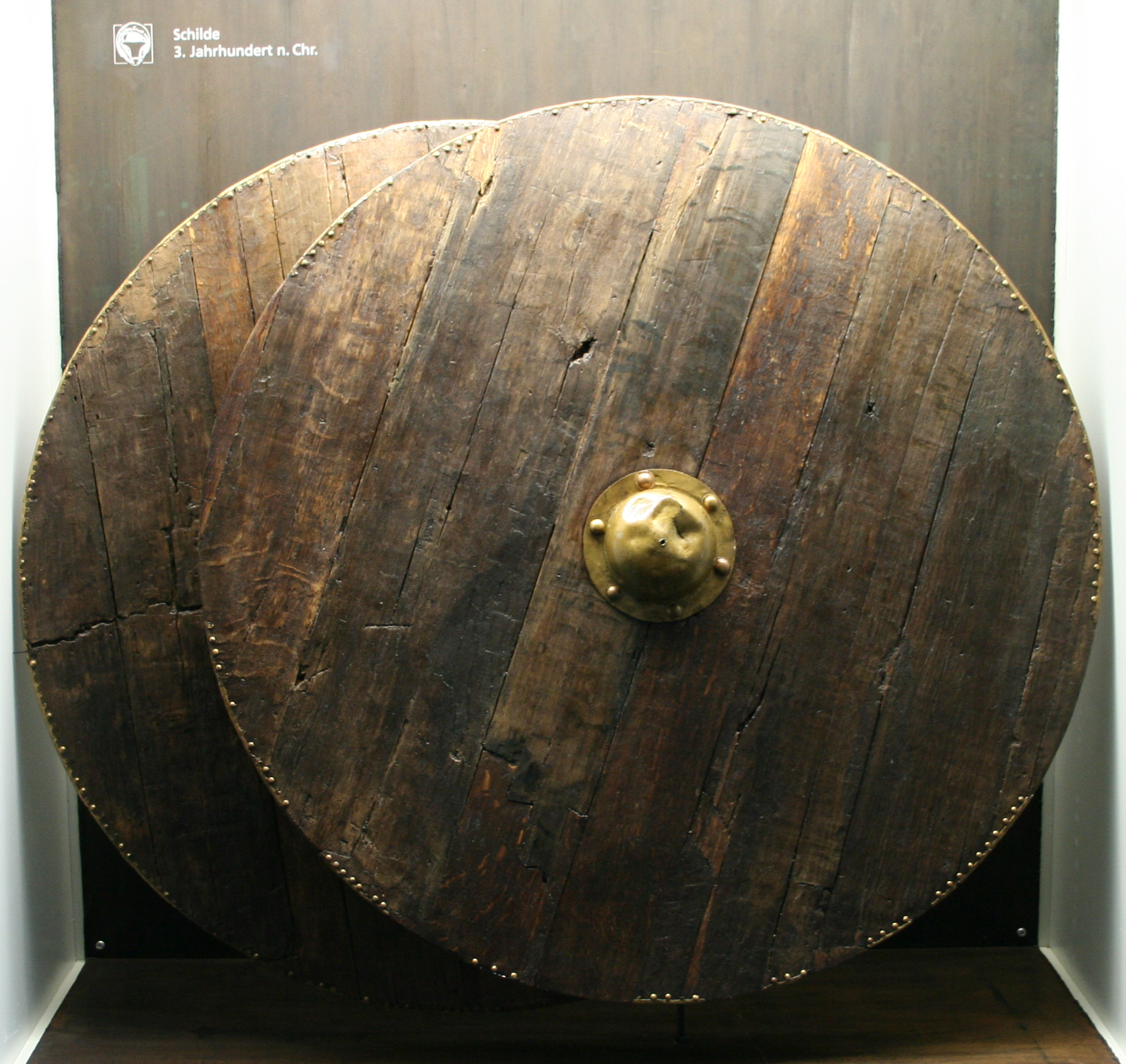
Une paire de boucliers découverts à Thorsberger Moor.